# Nouveau Marché
Nouveau Marché (auch: Cimetière) ist ein Stadtviertel (französisch: quartier) im Arrondissement Niamey III der Stadt Niamey in Niger.

## Geographie

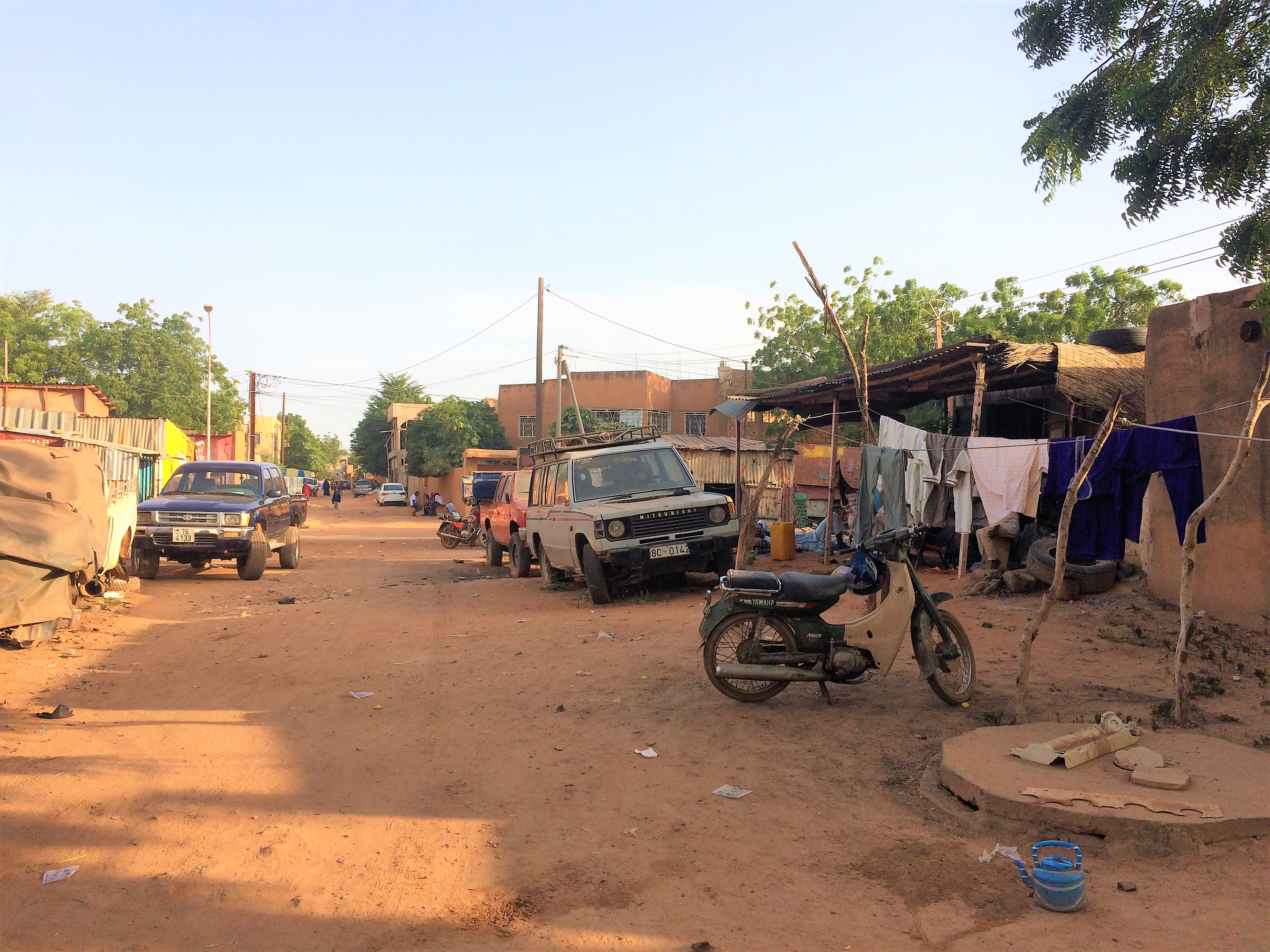
Rue NM 38 in Nouveau Marché (2018)

Nouveau Marché liegt südöstlich des historischen Zentrums von Niamey zwischen dem Boulevard de la Liberté und dem Boulevard de l’Indépendance. Die angrenzenden Stadtviertel sind Kalley Sud im Nordwesten, Collège Mariama im Nordosten und Cité Fayçal im Südosten. Südwestlich von Nouveau Marché befindet sich ein Militärareal. Das Stadtviertel erstreckt sich über eine Fläche von etwa 48,8 Hektar und liegt in einem Tafelland mit einer weniger als 2,5 Meter tiefen Sandschicht, wodurch nur eine begrenzte Einsickerung möglich ist.
Das Standardschema für Straßennamen in Nouveau Marché ist Rue NM 1, wobei auf das französische Rue für Straße das Kürzel NM für Nouveau Marché und zuletzt eine Nummer folgt. Dies geht auf ein Projekt zur Straßenbenennung in Niamey aus dem Jahr 2002 zurück, bei dem die Stadt in 44 Zonen mit jeweils eigenen Buchstabenkürzeln eingeteilt wurde. Diese Zonen decken sich nicht zwangsläufig mit den administrativen Grenzen der namensgebenden Stadtteile. So wird das Schema Rue NM 1 nicht nur in Nouveau Marché, sondern auch im Stadtviertel Collège Mariama und in Teilen des Stadtviertels Kalley Sud angewendet.

## Geschichte

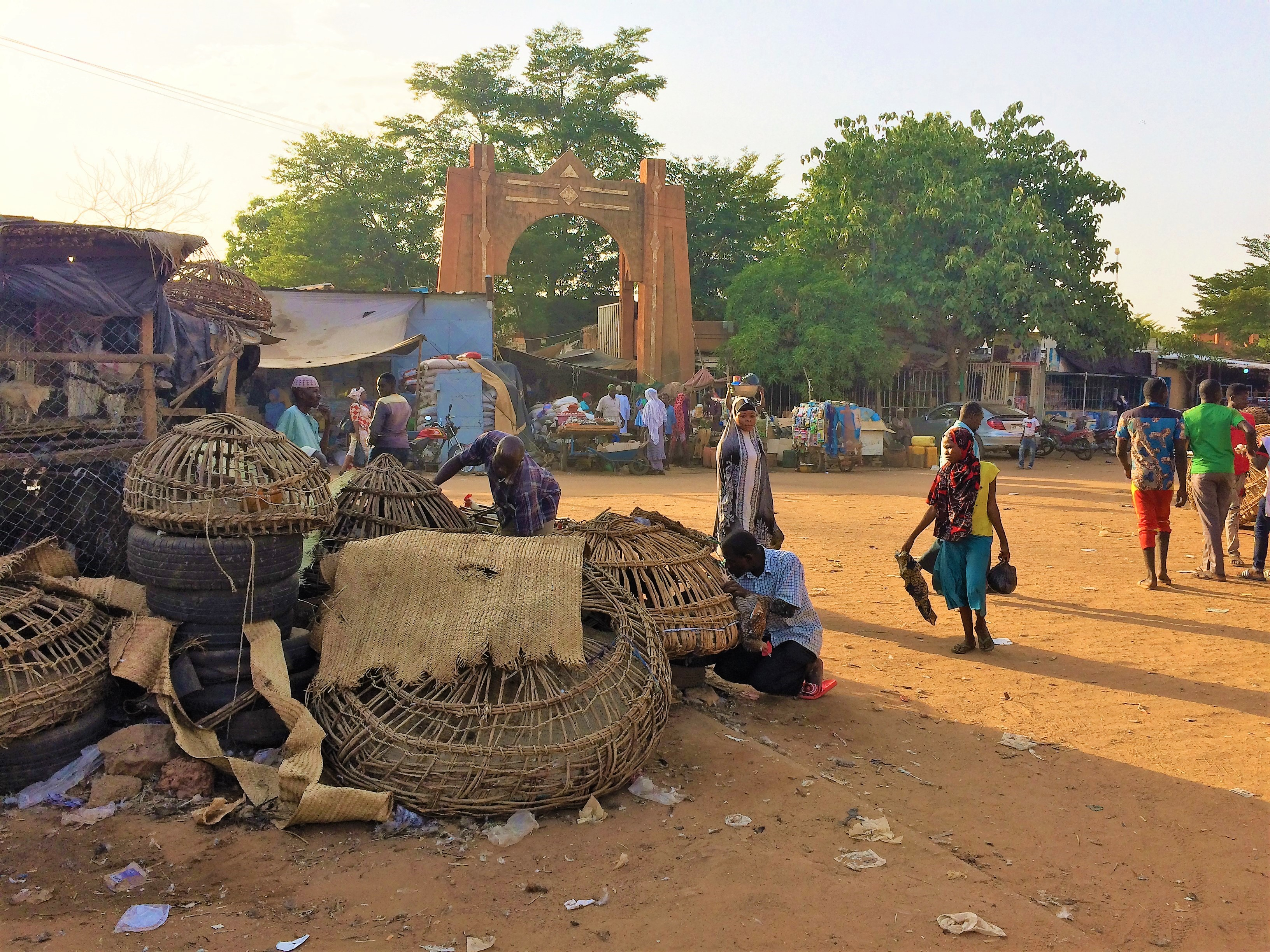
Südosttor zum Marktgelände des Nouveau Marché (2018)

Das Stadtviertel ist nach dem sich darin befindlichen Marktgelände des Nouveau Marché (französisch für „neuer Markt“) benannt. Der Markt geht auf das Jahr 1920 zurück und wurde 1965 und 1993 erneuert. Das gleichnamige Stadtviertel entstand Anfang der 1950er Jahre im Zuge eines verstärkten Bevölkerungswachstums in Niamey als Fortsetzung der bis dahin am Stadtrand gelegenen Stadtteile Kalley und Lacouroussou. Von 1978 bis 1988 gehörte Nouveau Marché zu den am stärksten wachsenden Gegenden in Niamey.

## Bevölkerung
Bei der Volkszählung 2012 hatte Nouveau Marché 7220 Einwohner, die in 1359 Haushalten lebten. Bei der Volkszählung 2001 betrug die Einwohnerzahl 9358 in 1446 Haushalten und bei der Volkszählung 1988 belief sich die Einwohnerzahl auf 9930 in 1800 Haushalten.

## Infrastruktur
Das Marktgelände des Nouveau Marché nimmt eine Fläche von 1,3 Hektar ein. Seine Strahlkraft reicht über das ganze Stadtgebiet. Die öffentliche Grundschule Ecole primaire de Nouveau Marché wurde 1961 gegründet. Im Stadtviertel ist mit einem Centre de Santé Intégré (CSI) ein Gesundheitszentrum vorhanden.